# 부산-김해경전철 1000호대 전동차
부산-김해경전철 1000호대 전동차는 부산-김해 경전철에서 운행하는 전동차이다. 현재 총 2량 25개 편성(50량)이 운행하고 있다.

## 편성
2량 1편성으로 운행한다. 부산-김해 경전철 승강장은 4량 1편성을 수용할 수 있도록 스크린도어가 설계되어 있다.
|  | ◇◇                                                                                              | ◇◇   |  |
|  | 11XX                                                                                            | 12XX |  |
|  | M1                                                                                              | M2   |  |
|  | 차량 앞뒤는 차량기지의 루프선으로 인해 사상역 주박 열차가 아니면 다음날 앞뒤가 바뀌어 운행된다. |      |  |
|  | ※XX는 편성 번호                                                                                 |      |  |

## 배속
- 101~125편성: 신명차량사업소, 2량

- 모든 편성이 신명차량사업소에서 중검수를 실시한다.

## 현재 운행구간
- ● 부산-김해 경전철: 사상 - 가야대

## 현황
현재 운행 중인 차량은 굵은 글씨로 표시했다.
| 차호     | 도입 시기 | 운행 중단 시기 | 비고                            |
| -------- | --------- | -------------- | ------------------------------- |
| 101 편성 | 2009년    | 운행 중        |                                 |
| 102 편성 | 2009년    | 운행 중        |                                 |
| 103 편성 | 2009년    | 운행 중        |                                 |
| 104 편성 | 2009년    | 운행 중        |                                 |
| 105 편성 | 2009년    | 운행 중        |                                 |
| 106 편성 | 2009년    | 운행 중        |                                 |
| 107 편성 | 2009년    | 운행 중        |                                 |
| 108 편성 | 2009년    | 운행 중        |                                 |
| 109 편성 | 2009년    | 운행 중        |                                 |
| 110 편성 | 2009년    | 운행 중        |                                 |
| 111 편성 | 2009년    | 운행 중        |                                 |
| 112 편성 | 2009년    | 운행 중        | 토더기 테마 열차로 운행 중이다. |
| 113 편성 | 2010년    | 운행 중        |                                 |
| 114 편성 | 2010년    | 운행 중        |                                 |
| 115 편성 | 2010년    | 운행 중        |                                 |
| 116 편성 | 2010년    | 운행 중        |                                 |
| 117 편성 | 2010년    | 운행 중        |                                 |
| 118 편성 | 2010년    | 운행 중        |                                 |
| 119 편성 | 2010년    | 운행 중        |                                 |
| 120 편성 | 2010년    | 운행 중        |                                 |
| 121 편성 | 2010년    | 운행 중        |                                 |
| 122 편성 | 2010년    | 운행 중        |                                 |
| 123 편성 | 2010년    | 운행 중        |                                 |
| 124 편성 | 2010년    | 운행 중        |                                 |
| 125 편성 | 2010년    | 운행 중        |                                 |

## 같이 보기
- 부산-김해 경전철